# Пратер
Пратер је велики јавни парк у другом бечком округу Леополдштату. На самом почетку парка налази се забавни парк на чијем је улазу његова најпознатијуа атракција Велики бечки панорамски точак. Парк је близу станице Пратерштерн где стају линије Бечке приградске железнице и две линије бечког метроа (U1 и U2).

## Име
Име Пратер потиче од једне од две латинске речи (или можда обе): pratum, што значи ливада; и Praetor, што значи судија или адвокат, могуће преко шпанског prado или италијанског prato.

## Историја
Подручје које чини савремени Пратер први пут се помиње 1162. године, када је цар Фридрих I Барбароса дао земљу племићкој породици по имену де Прато. Породица де Прато је себе касније назвала Пратер. Реч „Пратер“ је први пут употребљена 1403. године, и тада се односила на мало острво на Дунаву северно од Фројденауа, али је постепено проширена и на суседне области.
Крајем 15. века, под Угарским краљем Матијом Корвином, име је промењено у Бардеа, али је цар Максимилијан Први вратио старо име неколико година касније.
Земљиште је често мењало власника све док га 1560. године није купио цар Максимилијан II, да би га користио као своје ловиште. Да би решио проблеме криволоваца, цар Рудолф II је забранио улазак у Пратер. Међутим, лов се наставио у Пратеру све до 1920. године.
Дана 7. априла 1766. године, цар Јозеф II је прогласио Пратер отвореним за становништво и дозволио оснивање кафића и ресторана, што је довело до почетака Вурстелпратера. Око 1786. године подигнуте су три кафане на главној авенији, које су убрзо постале веома популарне. Звали су се Прва, Друга и Трећа кафана.

### Прва кафана
Прва кафана налазила се на сада неизграђеном простору јужно од „Швајцарске куће”. У почетку се тамо изводила класична музика; Бетовен је овде наступао 1814, Јозеф Ланер 1824. Прва кафана је мењала власника 21 пут од 1854. до 1938. године, а затим је затворена и спаљена 1945. године.

### Друга кафана
Друга кафана је била чак и већа од прве и сматрала се прилично отменом. За забаву се свирала углавном музика валцера. 1844. године овде је наступао Јохан Штраус Млађи. Браћа Јозеф Штраус и Едуард Штраус наступили су 1866. са оркерстром од 60 музичара. Поред главне зграде налазио се „осмоугаони салон“, сала за билијар, велики салон са сопственим оркестром, још четири салона и зимска башта. 1945. године ресторан је изгорео, данас се овде налази хокејашки терен.

### Трећа кафана
Трећа кафана је била отворена и зими. Овде су се често одржавали велики фестивали на којима су свирали и браћа Штраус и Ланер. Године 1871. кафетерија је претворена у позориште са капацитетом од 5.000 људи. Након два банкрота, Антон Ронахер је преузео ресторан 1877. године, где је изводио оперете и забавне представе. 1920. трећа кафана је изгорела, али је обновљена. Оштећена је 1945. године и морала је да уступи место за „Куглану Брунсвик” 1962. године.

## Парк Пратер
Површина парка је око 6 квадратних километара. Главна авенија је асфалтиран пут дужине 4.4 километра и сматра се главном артеријом парка. Авенија је обрубљена дивљим кестеном и затворена је за возаче моторних возила. Користе је пешаци, тркачи, бициклисти, возачи тротинета и јахачи коња. Главном авенијом иде и траса Бечког маратона.

#### Маратон уз Главну авенију
Елиуд Кипчоге је 2019. трчао маратонску дистанцу од 42 километра и 195 метра на деоници пута у парку у изазову да буде први човек који је икада ову деоницу истрчао испод 2 сата (можете прочитати више о овом изазову на страници Википедије на енглеском језику). Кипчогеово време од 1:59:40 било је први пут да је неко претрчао маратонску дистанцу за мање од два сата.

#### Главне атракције
У оквиру Пратер парка налазе се следеће главне атракције:
- Забавни парк Вурстелпратер
- Велики бечки панормаски точак
- Бечки сајам
- Национални стадион
- Лустхаус
- Туристичка пруга уског колосека
- Хиподром

## Забавни парк
Забавни парк се зове Вурстелпратер (где реч Wurstel у преводу значи кобасица).

#### Историјат
Вурстелпратер је настао током просветитељства крајем 18. века, када су популарна позоришта исељена са трговачких тргова данашњег Првог бечког округа и смештена на нове локације у Пратеру, који је цар Јозеф II отворио за ширу јавност 1766. године. Део Горњег Пратера, који је био опремљен забавним објектима, већ се у периоду бидермајера називао Фолкспратер. Последњих деценија 19. века, Вурстелпратер се ширио према северу. Најпознатија забавна установа био је Циркус Буш, а поред њега су биле штале и полигони за јахање коња, складишта пива и разне изложбене кабине. Око 1900. године Вурстелпратер је добио први тематски парк на свету – „Венеција у Бечу“. Саградио га је 1895. године Габор Штајнер, када је репродуковао Венецију у лагуни између данашње станице Пратерштерн и Великог бечког панорамског точка. Прокопани су канали за воду, уз њих поређани сајмски штандови и други садржаји за забаву. Нове атракције додаване су сваке нове летње сезоне.
Фридрих Холцдорфер је 1933. године пустио у рад Дворац духова, један од најстаријих малих возова на свету који пролази кроз "кућу духова".

#### Биоскопи
1896. године, Јозефина Кирбес је представила „Живе слике“, прву јавну филмску пројекцију у Пратеру. Неколико година касније било је већ пет изложбених штандова за приказивање покретних слика. Многи кратки неми филмови и репортаже снимани су у самом Пратеру. Тек са појавом дужих немих филмова око 1910. године, кабине су постале зграде налик позоришту са терминима пројекција.
У јеку немог филма двадесетих година 20. века, аустријска и страна продукција приказивана је у правим „филмским палатама”, у које су се развиле неке од некадашњих изложбених кабина и штандова.
У историји Вурстелпратера било је седам биоскопа:
- Биоскоп Стилер, чији је власник био Јозеф Стилер, син Јозефине Кирбес која је већ приказивала кратке филмове 1896. године.
- Биоскоп Шаф, који од 1897. има пројекције са "кинематографима" у "Едисон театру", како се раније звао Биоскоп Шаф, по узору на Едисонов кинетоскоп.
- Биоскоп Мунштет, који је основан 1902 са биоскопском салом за 600 људи.
- Биоскоп Керн, који од 1904 даје филмске пројекције, а пре тога, 1900. године био је изложбени штанд претворен у пароброд, где се нудила пловидба и роњење са ронилачким звоном.
- Биоскоп Клајн, који је основан 1905., да би после конверзије 1933. године имао места за 510 људи.
- Биоскоп Буш, који је био највећи биоскоп, капацитета 1800 посетилаца. Подигнут је на месту некадашњег истоименог циркуса.
- Биоскоп Лустхаус, који је основан 1927. са капацитетом за 566 посетилаца, да би након преуређења у биоскоп за звучни филм 1929. године, добио простор за 1062 посетилаца.

#### Забавни парк данас
Данас постоје бројни изложбени и забавни садржаји попут: возића кроз кућу духова, вртешкама, летењем на таласима, ролеркостерима, смешним огледалима, аутодромом, ротирајућим торњевима и многим другим забавним садржајима за омладину, туристе и целе породице. У посебним зградама налазе се слот машине и други садржаји за коцкање.
Новији панорамски точак је Цветни точак, који је отворен 1993. године. Са пречником од 35 метара, знатно је мањи од Великог панорамског точка, али зато има ротирајуће отворене кабине. Још три, иако мања, обележја овог забавног парка су Калафати, Ваченман и Тобоган.
За разлику од многих других забавних паркова, улаз у подручје Пратера је бесплатан; конзумиране забаве се плаћа код сваког забавног садржаја понаособ.
Вурстелпратер такође нуди широку палету гастрономије. На пример специјалитет Лангош је доступан на бројним штандовима, а велика гастрономска понуда је доступна у ресторану "Швајцарска кућа" још од 1920. године. 
- Снимак из 1888. године.
- Илустрација В. Гаусеа из 1893. године.
- Снимак из 1917. године
- Калафати карусел из 1935. године.
- "Ваченман" снимљен 1950. године.

## Велики бечки панорамски точак
На самом улазу у Забавни парк налази се Велики бечки панорамски точак. Велики бечки панорамски точак су пројектовали британски инжењери Хари Хичинс и Хуберт Сесил Бут, а конструисао га је 1897. енглески инжењер Волтер Басет (1864—1907). Панорамски точак је изграђен у част Златног јубилеја цара Франца Јозефа I.
Конструкција је садржала 30 гондола, али након тешког оштећења у Другом светском рату, обновљена варијанта имала је само 15 гондола. Точак се покреће ободном сајлом која напушта точак и пролази кроз погонски механизам испод основе, а његове жбице су затегнуте челичне сајле.
Када је 1897. изграђен Велики бечки панорамски точак био је висок 64,75 метара. Ферисов точак био је висок 80,4 метра (конструисан у САД 1893, срушен 1906). Велики точак у Енглеској био је висок и 94 метра (изграђен 1895, срушен 1907). Велики точак Париза (фр. Grande Roue de Paris) висине 100 метара, изграђен 1900. године, био је тада највиши. Међутим, када је Велики точак Париза срушен 1920. године, бечка конструкција је постала највиши панорамски точак на свету, и тако је остало у наредних 65 година, све до изградње 85 метара високог Техностар точка у Јапану 1985. године.

Данас се највиши панорамски точак на свету налази у Дубаију. То је Аин Дубаи висок 274 метра.
- Снимак из 1913. године
- Снимак из 2008. године
- Снимак из 2009. године.
- Снимак из 2011. године
- Снимак из 2019. године.

## Бечки сајам
Бечки сајам је најзначајнија сајамска локација у Аустрији и важан привредни фактор за Беч. Њиме управља предузеће које је 95 одсто у власништву града Беча. Привредна комора Беча држи преосталих пет одсто.
Бечки сајам има површину од 15 хектара, 55.000 м² изложбеног простора, суседним конгресним центром и 96 метара високим сајамским торњем са идиосинкратичном, шиљатом челичном конструкцијом. Сајам, који је релативно мали у међународном поређењу, одржава око 20 догађаја годишње, углавном сајмова отворених за јавност.
Реновирање сајма је завршено 2004. године уз подземну везу са метро линијом (U2) од 2008. године.

#### Историјат
Године 1873. одржана је Светска изложба у Пратеру, за коју је издвојено велико земљиште, са средиштем на Ротунди. На овом земљишту се сада налази Бечки сајам. Први Бечки сајам отворен је након само четири месеца планирања 11. септембра 1921. године са циљем да се Аустрија изведе из економске изолације која је уследила након Првог светског рата. Сајамске приредбе су биле базиране на Франкфуртском сајму, који је заживео три године раније. После пожара у Ротунди 1937. и „припајања“ националсоцијалистичком Трећем рајху, Беч је постајао све мање важан као сајамска локација, па је тако Бечки сајам затворен 1942. године. Током Другог светског рата, сајамске зграде и околни изложбени простори су у великој мери уништени.
У организацији градског сајамског предузећа, први догађај после рата је одржан 1946. године на месту које је још увек било у великој мери уништено. Исте године је отворен Јесењи сајам на већ делимично реновираном простору. Реконструкција Бечког сајма је завршена 1950. године.

Крајем 20. века класични изложбени центар је подељен и старе зграде су уклоњене. Нови изложбено-конгресни центар отворен је у северном делу 2004. године. Сајамски челични торањ чини нови сајамски оријентир са својим осветљеним торњем (укупне висине 96 м) видљивим издалека. 
- Лого Бечког сајма
- Снимак из 1959. године.
- Снимак из 2010. године.
- Сајамски торањ висок 96 метара.
- Улазак у метро станицу линије U2

## Национални стадион
Град Беч је већ 1915. разматрао изградњу централног стадиона. Пријављено је неколико пројеката, укључујући стадион са базеном и стазу за трку аутомобила у Шенбрунер Фазангартену. Због Првог светског рата, то није реализовано. Након оснивања Прве републике, била је велика дебата о локацији Националног стадиона. Хое Варте, Аугартен и донекле удаљени Кобенцл, између осталих, разматрани су као алтернативе Пратеру. 
Полагање камена темељца коначно је обављено под градоначелником Карлом Зајцом у новембру 1928. у част десете годишњице Републике Аустрије. Стадион је изграђен за 23 месеца од 1929. до 1931. године по плановима архитекте Ота Ернста Швајцера из Шрамберга у Немачкој и грађевинског инжењера Рудолфа Салигера. Свечано отварање било је 11. јула 1931. године. Швајцер је такође руководио изградњом суседног Стадионског базена који је са 400.000 м² површине у своје време био највећи отворени базен у Европи.
По локацији у бечком Пратеру, објекат се деценијама звао Стадион Пратер. У то време важио је за најмодернији стадион у Европи, посебно због кратког времена пражњења од само седам до осам минута. У почетку је имао укупан капацитет за око 60.000 посетилаца. После његовог отварања, овде су се поред спортских догађаја одржавали и политички митинзи.
Током нацистичке ере (1938-1945) стадион је био злоупотребљен у војне сврхе, као касарна и као сабирно место за депортацију Јевреја. Између 11. и 13. септембра 1939. године, након инвазије на Пољску, више од хиљаду бечких Јевреја „пољског порекла” приведено је по налогу Рајнхарда Хајдриха. Они су били заточени у ходницима сектора Б испод трибина. Од 25. до 30. септембра расистичке прегледе (краниометрија (мерење лобање) и слично) спровео је Природњачки музеј у Бечу над 440 затвореника. Дана 30. септембра 1038 затвореника је депортовано у концентрациони логор Бухенвалд. Већ следећег дана на стадиону су се одиграле фудбалске утакмице. Почетком 1940. ослобођена су 44 мушкарца, 1945. ослобођено је 26, а остали су убијени у концентрационим логорима. Године 1988., једна од преживелих жртава, Фриц Клајнман, добио је одштету од аустријске државе у износу од 62,50 евра за заточење на стадиону. У ВИП зони је постављена спомен-плоча 2003. године у знак сећања на геноцид.
Године 1944. стадион је тешко оштећен у Савезничком бомбардовању. Након завршетка рата и реконструкције, стадион је враћен у првобитну спортску намену. Године 1956. капацитет је повећан на 92.708 посетилаца. Рекорд гледаности постигнут је са 90.726 посетилаца 30. октобра 1960. на међународној фудбалској утакмици између Аустрије и Шпаније (3—0).
Прочитајте о данашњем статусу Националног стадиона.

## Лустхаус
Први пут се помиње 1560. године као Каза верде, „зелена кућа за уживање“ и служила је као ловачки дом. Изграђена је управо тамо где се Главна авенија завршавала 1538. године, и где су почињале воде Дунава. Од када је Дунавски канал измештен 1834. године, Лустхаус више није на води. Након што је Пратер отворен за јавност 1766. године, Лустхаус (у дословном преводу: кућа за уживање) је обновљена између 1781. и 1783. према плановима Исидора Каневалеа. Коришћена је неколико пута за велике свечаности, као што је велика царска прослава прве годишњице битке код Лајпцига, током које је Наполеон побеђен.
У 19. веку Лустхаус је, као и цео Пратер, био популарно састајалиште племства и буржоазије. Током Првог светског рата у летњиковцу је била смештена војна стража која је штитила Дунавски мост од саботаже.
Током Другог светског рата летњиковац је скоро потпуно уништен бомбама 1944. и 1945. године. Године 1948. донета је одлука о обнови. Исте године, општина Беч је одобрила износ од 350.000 шилинга за поправку објекта. Приликом реконструкције коришћен је облик зграде из 18. века. Лустхаус је поново отворен у октобру 1949. Данас се у Лустхаусу налазе кафић и ресторан.

## Туристичка пруга уског колосека
Пратер има и своју пругу уског колосека звану Лилипутбан. Лилипутбан је 3,9 км дуга железничка пруга уског колосека на кружном току. Име малог воза се односи на роман Гуливерова путовања, аутора Џонатана Свифта, у којем сићушни људи („Лилипутанци“) живе на острву Лилипут.
Лилипутбан има ширину од 381 милиметар и постоји од 1928. године. Као возила су доступне две парне локомотиве, четири дизел локомотиве и четири путничке возне гарнитуре. Главна станица је близу Великог бечког панорамског точка.

#### Локомотиве
Од почетка Лилипутбана, коришћене су две идентичне парне локомотиве: Да1 и Да2, обе произведене у Минхену по плану инжењера Роланда Мартенса. Локомотиве имају дужину од 7,42 м, њихова радна тежина је 7.200 kg, уз додатни вагон за угаљ који тежи 2.000 kg.. Котао држи око 500 литара воде и омогућава максимални радни притисак од 13 бара. У додатном вагону за угаљ је 250 килограма угља и 750 литара воде. По кругу се троши око 150 литара воде и 15 килограма угља. Са снагом од 22 киловата, локомотиве достижу брзину од око 30 километара на сат.
Парне локомотиве су се углавном користиле суботом, недељом и државним празницима. Пошто је за загревање локомотива било потребно око пет сати, оне су биле спремне за употребу тек око подне. Загрејавале су се на сува дрва, а у пуном погону су се грејале на камени угаљ.
1975. је одбијена понуда из Енглеске да се две парне локомотиве купе за 2 милиона аустријских шилинга (еквивалент око 145.000 евра).
Да би се производило мање чађи у Пратеру, до 2022. године спаљиван је специјални ситнозрни угаљ из рудника у Велсу. Након што је овај извор снабдевања пресушио око 2021. године, као резултат Брегзита, тражена је замена. Дана 14. септембра 2022. године, Аустријска државна телевизија је известила да се пресоване коштице маслине из Енглеске, сада користе за грејање.

У послератном периоду парне локомотиве су све више доживљаване као старомодне и као резултат тога, дизел локомотиве су улазиле у употребу од 1957. године. Тада је бечка фирма Гебус почела да производи дизел локомотиве, од којих је модел Д1 у употреби и данас. Локомотиву Д2 је произвела бечка фирма Шрајнер и синови. Локомотиву Д3 је произвела бечка фирма Рудолф Бауер. Локомотиву Д4 је произвела бечка фирма Тобиш.
- Дизел локомотива Д1 из 1957. године.
- Дизел локомотива Д2 из 1963. године.
- Дизел локомотива Д3 из 1964. године.
- Дизел локомотива Д4 из 1967. године.

## Хиподром Криау
Хиподром Криау је подинут 1878. године, а темељно реновиран 2013. Назив овог дела Беча, који се зове Криау, поитиче од речи Кригсау што се може превести као Ратна долина. Од средине 16. века, скоро седам деценија је трајао спор око власништва над подручјем између манастира Клостернојбурга и града Беча, све док Криау није додељен Бечу 1618. године. Криау је била стално плављена равница и чинила је готово ненасељено острво нерегулисаног Дунава. На острву се налазила ловачка кућа, штала за сено и воденице, као и алувијална шума и ливаде. Седамдесетих година 20. века, изградњом аутопута, ово подручје је добило на значају за инвеститоре. Изградња модерних канцеларијских и стамбених површина од 36.700 м² дуж хиподрома завршена је 2018. године.

#### Историјат хиподрома
Почетак Хиподрома био је на Међународној изложби коња која је организована од 18. до 27. септембра 1873. године, у оквиру које је 22. септембра 1873. одржана међународна касачка трка. У априлу 1874, под покровитељством пуковника коњице Карла Лудвига фон Гринеа (1808–1884), основан је Касачки клуб за унапређење коњогојства у Аустроугарској. Сврха удружења није била само организовање касачких трка, већ и изложби, развијање приплодног материјала и подршка постојећим касачким програмима.
У петак, 29. маја 1874. године, у присуству надвојводе Вилхелма (1827–1894) одржане су трке једноструких и парних запрега, двоточкаша и четвороточкаша, као и касачка трка двоје-ручних кочија. Трке су почеле поред Лустхауса, тркачке деонице су биле дужине 4422 и 8844 метра. Телеграфија је коришћена за мерење времена.
Касачка стаза у Криау, која је отворена 29. септембра 1878., је после Московског хиподрома, била најстарији хиподром у Европи. Прва трибина у Криау изграђена је 1882. године. Први касачки дерби у Криау одиграо се 1884. године.
Од 1911. до 1913. године трибине су обнављане према плановима архитеката Емила Хопеа, Марсела Камерера и Ота Шентала. У периоду после Првог светског рата, председник касачког клуба био је крупни земљопоседник и политичар Ернст Ридигер фон Штархемберг. 1919. саграђена је кула у циљној равнини. Крајем Другог светског рата трке су привремено обустављене. Оштећење од бомбе на објекту је брзо поправљено и већ у новембру 1945. одржане су трке коња.
Од 1949. до своје смрти 1981. године, предузетник Манфред Маутнер Маркоф био је председник Бечког касачког клуба. Током његовог мандата дошло је до реновирања 1960/1961, током којег је, између осталог, застакљена трибина.

Данас, Бечки касачки клуб организује око 20 тркачких дана са око 200 трка сваке године, при чему се дели наградни фонд од преко милион евра.
- План хиподрома из 1873. године.
- Илустрација из 1888. године.
- Снимак хиподрома из 1931-1937
- Кула на циљној равнини хиподрома.
- Хиподром десно од Стадиона Ернст Хапел, снимак из 2013. године.

#### О парку Пратер:
- Bertrand Michael Buchmann: Der Prater: Die Geschichte der Unteren Werd. (= Wiener Geschichtsbücher, Bd. 23). Zsolnay, Wien u. a. 1979.  3-552-03112-X..
- Kurt Zukrigl: Die Waldvegetation im ehemaligen Augebiet des Wiener Praters. In: Forstarchiv 66, 1995, ISSN 0300-4112, S. 175–182.
- Felix Czeike: Historisches Lexikon Wien. 6 Bände, Band 4, L – R. Kremayr & Scheriau / Orac, Wien 2004.  3-218-00748-8., Prater, S. 592 ff.
- Peter Sehnal: Wiens grüne Arena, der Prater. Folio Verlag, Wien / Bozen 2008.  978-3-85256-449-4.
- Ingeborg Haas: Der Wiener Prater. Sutton Verlag, Erfurt 2010.  978-3-86680-099-1..
- Phantastische Nacht von Stefan Zweig, in: Phantastische Nacht, Novellen [1922]. Herausgegeben und mit einer Nachbemerkung versehen von Knut Beck. Fischer Verlag, Frankfurt am Main 1982.
- Im Prater von Felix Salten (= Josefine Mutzenbacher), in: Meine 365 Liebhaber – die Fortsetzung meiner Lebensgeschichte, 1925. Rowohlt Taschenbuch Verlag, Reinbek bei Hamburg 1970.
- Praterausrufer von Anton Kuh; aus: Der unsterbliche Österreicher, 1931. In: Luftlinien – Feuilletons, Essays und Publizistik. Herausgegeben von Ruth Greuner. Löcker Verlag, Wien 1981.
- Momentphotograph von Philipp Zeska, aus: Praterbuden, in: Unsterblicher Prater, Obelisk-Verlag, Velden am Wörthersee / Wien 1947.
- Praterabend von Heimito von Doderer, in: Wien im Gedicht, eine Auswahl von Helmut Leiter. Belvedere Verlag Wilhelm Meissel, Wien 1967.
- Im Prater blüh’n wieder die Bäume von Helmut Qualtinger, Volk und Welt, Berlin 1977.
- Im Prater von Elfriede Jelinek, in: Die Klavierspielerin, Roman; Rowohlt Verlag, Reinbek bei Hamburg 1983.
- Stefan Brocza, Andreas Brocza: Comic-Ikone in Wien: Batmans Pratergeschichten. In: Der Standard (Wiener Tageszeitung), 23. Oktober 2016.

#### О забавном паркуВурстелпратер:
- Neuausgabe: Wurstelprater. Ein Schlüsseltext zur Wiener Moderne. Hrsg. von Siegfried Mattl. Promedia Verlag, Wien 2004.  978-3-85371-219-1.
- Hans Pemmer, Nini Lackner: Der Prater. Von den Anfängen bis zur Gegenwart. Neu bearbeitet von Günter Düriegl und Ludwig Sackmauer. Zweite Auflage. Jugend und Volk, Wien (u. a.) 1974.  3-7141-6210-0., (Günter Düriegl, Hubert Kaut [Hrsg.]: Wiener Heimatkunde).
- Georg Wacks: Die Budapester Orpheumgesellschaft. Ein Varieté in Wien 1889–1919. Vorwort von Gerhard Bronner. Verlag Holzhausen, Wien 2002.  3-85493-054-2..
- Christian Dewald (Hrsg.), Werner Michael Schwarz (Hrsg.): Prater, Kino, Welt. Der Wiener Prater und die Geschichte des Kinos. Filmarchiv Austria, Wien 2005.  3-901932-70-4., (Ausstellungskatalog zu „Filmvergnügen im alten Prater“ im Pratermuseum, 8. Juli bis 18. September 2005). – Inhaltsverzeichnis (PDF; 263 kB).
- Hermann Prossinagg, Gottfried Haubenberger: Kaiserliche Jagdreviere in den Donau-Auen. Ein jagdgeschichtlicher Rückblick. Österreichischer Jagd- und Fischerei-Verlag, Wien 2007.  978-3-85208-063-5..
- Der Prater. In: Franz Weller: Die kaiserlichen Burgen und Schlösser in Bild und Wort. Auf Grund von Quellenwerken dargestellt. Zamarski, Wien 1880, S. 180–204; Textarchiv – Internet Archive.
- Kurt Zukrigl: Die Waldvegetation im ehemaligen Augebiet des Wiener Praters. In: Forstarchiv, 66, 1995, S. 175–182, ISSN 0300-4112.
- Der Wiener Prater. In: Arbeiter-Zeitung. Beilage 1. Wien 17. April 1981, S. 1

#### О Великом бечком панорамском точку:
- Riesenrad von Graham Greene, in: Der Dritte Mann, Roman, 1950; neunte Auflage, Deutscher Taschenbuch-Verlag, München 2009.  978-3-423-11894-1.

#### ОЛилипутенбану, туристичкој прузи уског колосека:
- Ronald Durstmüller: Eine Runde zum Vergnügen. Geschichte, Technik und Betrieb der Wiener Liliputbahn. Liliputbahn im Prater Ges.m.b.H im Eigenverlag, Wien 2013.  978-3-200-03216-3.
- Martin Fuchs, Marcello La Speranza, Karl Pischl: Liliputbahn im Wiener Pater – eine Bahn feiert ihren 70er. Eigenverlag Martin Fuchs, Wien 1998.  3-9501257-0-1..
- Alfred Niel: Wiener Eisenbahnvergnügen. Jugend und Volk, Wien/München 1982.  3-224-16012-8..
- Johann Stockklausner: Liliputbahn Wien-Prater. Eisenbahn-Sammelheft, Band 6, ZDB-ID 47388-1. Slezak, Wien 1978.  3-900134-42-1..
- Walter Strauß: Liliputbahnen. Ein Überblick über Personen befördernde Miniaturbahnen mit einem Anhang über bemannbare Schiffsmodelle. Mit 44 Tabellen. Kichler, Darmstadt 1938.

#### О Бечком хиподрому:
- L(ouis) Schopper (Zusammenstellung): Officielles über Traber-Zuchtwesen in Österreich-Ungarn nebst den besten Records auf der Wiener Trabrennbahn. Band 1. Verlag des Wiener Trabrenn-Vereines, Wien 1890, OBV.
- Statuten des Wiener Trabrenn-Vereines. Karst, Wien 1896, OBV.
- Rechenschaftsbericht des Wiener Trabrenn-Vereines für das Jahr 1892—. Umschlagtitel: Jahresbericht des Wiener Trabrenn-Vereines pro ... Berichtsjahr 1892–1905. 1907–1912. 1916. 1945–1949. Selbstverlag Dr des „Sport“, Wien 1892–, OBV.
- Renngesetze des Wiener Trabrenn-Vereines. Sport, Wien 1895, OBV.
- 25 Jahre Wiener Trabrenn-Verein. Ein Erinnerungsblatt. von Karst, Wien 1898, OBV.
- Victor Silberer: Erinnerungen aus der Reform- und Organisationszeit des Wiener Trabrenn-Vereines 1879–1885. Ein kleiner Beitrag zur Entwicklungsgeschichte des Wiener Trabrenn-Vereines. Verlag der „Allgemeinen Sport-Zeitung“, Wien 1913, OBV.
- Emanuel Tschoepe: Vierzig Jahre Wiener Trabrenn-Verein. Ein Erinnerungsblatt, gewidmet den Mitgliedern des Wiener Trabrenn-Vereines aus Anlaß des vierzigjährigen Vereins-Jubiläums. Selbstverlag, Wien 1913, OBV.
- Emanuel Tschoepe: Festschrift des Wiener Trabrenn-Vereines zur Feier seines fünfzigjährigen Bestandes. Selbstverlag, Wien 1923, OBV.
- Franz Heinlein (Text und Gestaltung): 100 Jahre Wiener Trabrenn-Verein. Wiener Trabrenn-Verein, Wien 1974, OBV.
- Gerhard Reichebner: 125 Jahre Wiener Trabrenn-Verein. 1874–1999. Turf Sport-Verlag, Wien 1999.  3-9500769-1-3..
- Archiv Wiener Trabrenn-Verein. (304 Dokumente). Albertina Wien Architektursammlung, Wiener Trabrenn-Verein, o. J., OBV.